# Avontuur (rollenspel)
Een avontuur is in een rollenspel een verhaal waarin de personages van de spelers centraal staan. Wanneer meerdere avonturen achter elkaar met dezelfde personages gespeeld worden, wordt gesproken van een campagne, zeker als er een doorlopende verhaallijn is tussen de verschillende avonturen van de campagne.

## Schrijven van avonturen
Het schrijven (of verzinnen) van een avontuur kan vergeleken worden met het schrijven van een verhaal of een film, met als groot verschil dat bij die laatste twee alles vast ligt, terwijl een rollenspel een vloeiende situatie is waarin het verhaal een heel andere kant op kan gaan dan de spelleider van tevoren bedacht had. Om deze reden schrijven veel spelleiders hun avonturen niet helemaal uit, maar bedenken ze de grote lijnen vooraf en vullen de details pas in als die van belang worden tijdens het spel. Sommigen hebben zelfs niet meer dan een globaal idee in hun hoofd, en improviseren de rest van het avontuur tijdens het spel.

### Voorgeschreven avonturen
Voor de meeste rollenspellen zijn kant-en-klare avonturen te koop en/of te downloaden (al dan niet geschreven door spelers in plaats van door de uitgever van het spel). Deze hebben het voordeel dat de spelleider er weinig tijd aan hoeft te besteden, omdat hij of zij alleen het avontuur goed door moet lezen en het daarna voor de groep kan leiden. Het voornaamste nadeel van dit soort avonturen is dat ze meestal geschreven zijn om in een gemiddelde groep spelers en personages goed te werken, en dus niet noodzakelijk ook geschikt zijn voor de groep waarin ze gebruikt worden. Vaak vereisen ze daarom wat aanpassingen of soms ingrijpen door de spelleider, om te zorgen dat het avontuur goed verloopt.

## Soorten avonturen
Net als andere verhalen zijn avonturen te verdelen in verschillende soorten. Deze zijn vaak het best te vergelijken met filmgenres, hoewel sommige meer overeenkomsten vertonen met literaire genres. Opgemerkt moet worden dat het soort avontuur niet noodzakelijkerwijs overeen hoeft te komen met het genre van het spel zelf – het is bijvoorbeeld heel goed mogelijk om in een spel dat zich richt op intrige, toch actieavonturen te spelen.
De onderstaande soorten zijn lang niet alle mogelijke, maar vormen een redelijk overzicht van de meer gangbare.

### Actie
Deze draaien om snelle en coole verhalen waarbij de plot ondergeschikt is aan de actie. Als gevolg hiervan zijn de avonturen vaak vooral op geweld en achtervolgingen gericht, en zijn het beste te vergelijken met actiefilms. Er is over het algemeen een vrij duidelijke tegenstander die gestopt moet worden, of waaraan de spelers proberen te ontsnappen.

### Dungeon Bash
Dit type avontuur speelt zich af in min of meer een afgesloten omgeving, waar de karakters zich voornamelijk bezighouden met het overwinnen van vijanden en het verzamelen van schatten. De naam geeft dit al aan: dungeon is Engels voor "kerker" (of in bredere zin: een stelsel van gangen en kamers, vaak ondergronds), en to bash betekent "slaan". Een dungeon bash hoeft zich helemaal niet in ondergrondse, kerkerachtige gangen af te spelen: het kan zich net zo goed afspelen in een al dan niet in ruïnes liggende stad, in een ruimtestation van een sciencefictionspel, in een computersysteem van een cyberpunkspel, enz. De voornaamste criteria zijn dat het avontuur zich afspeelt in een beperkte ruimte die door de karakters verkend wordt, en waarbij allerlei vijanden bevochten (en overwonnen) moeten worden.
Bijna alle avonturen uit de begintijd van rollenspellen (de jaren zeventig) waren van dit soort, en ook tegenwoordig komt het nog veel voor – grotendeels omdat het ongecompliceerd is, en daarom zeker voor nieuwe spelers en spelleiders makkelijk.

### Hack and Slash
Een hack and slash ("hakken en slaan") avontuur verschilt niet zoveel van een dungeon bash, maar waar bij die laatste de nadruk zowel op het verkennen als op het vechten ligt, is een hack and slash-avontuur eigenlijk alleen bedoeld als grote knokpartij. Al het andere is van secundair belang. Zie ook Hack and slash.

### Intrige
Deze avonturen draaien om mensen en/of organisaties die via slinkse politiek en diplomatie een of ander doel proberen te bereiken waar ze zelf beter van worden. Vaak werken dit soort avonturen het beste als onderdeel van een wat langere campagne, omdat dit zowel de spelers als hun tegenstanders de kans geeft te manoeuvreren, anderen voor zich te winnen, tegenstanders buiten spel te zetten, enz. – elk avontuur in de campagne kan dan bijvoorbeeld rond één zo'n manoeuvre (en de tegenzetten) gebouwd worden.

### Mysterie
Dit zijn avonturen waarin de spelers in een vreemd voorval verzeild raken en dit tot op de bodem uit zullen moeten zoeken om zich eruit los te kunnen maken. Afhankelijk van het genre van het spel kan dit te maken hebben met bovennatuurlijke machten, buitenaardse wezens, gewone mensen, enz.; ook gewone detectiveverhalen kunnen onder deze avonturensoort geschaard worden.

### Ontdekking
In dit soort avontuur zijn de karakters op een of andere manier ontdekkingsreizigers – dit hoeft niet per se in de letterlijke betekenis van "iemand die een onbekend land verkent" te zijn, maar is wel mogelijk. Het thema van deze avonturen is over het algemeen het omgaan met het onbekende; in dit opzicht vertonen ze overeenkomsten met mysterie-avonturen, maar bij die laatste draait het er meestal om dat er een groot maar onbekend gevaar dreigt dat afgewend dient te worden, terwijl in een ontdekkingsavontuur het meer gaat om het zien wat er achter de horizon ligt, en dan zien wat ermee moet gebeuren.

### Mengvormen
De meeste avonturen zullen eigenlijk mengvormen zijn van twee of meer soorten, bijvoorbeeld een avontuur dat begint met speurwerk (mysterie), en dan uitdraait op een groots gevecht (actie) om de handlangers van een topcrimineel te verslaan die de lokale politiek in zijn zak heeft zitten (intrige).